# Премия «Грэмми» за лучший вокальный поп-альбом
Премия «Грэмми» за лучший вокальный поп-альбом — одна из наград музыкальной премии «Грэмми», присуждаемая за лучшие музыкальные альбомы в направлении поп-музыка. Награда была учреждена в 1958 году и первоначально называлась «Граммофон». Награда ежегодно присуждается Национальной академией искусства и науки звукозаписи за «художественные достижения, технические знания и общее превосходство в звукозаписывающей индустрии, без учета продаж альбома и его позиции в чартах».
Впервые была присуждена в 1968 году на 10-й церемонии вручения премии «Грэмми» альбому группы Битлз Sgt. Pepper’s Lonely Hearts Club Band как «Лучший современный альбом». Далее награда не присуждалась до 1995 года, где она появилась с новым названием «Лучший поп-альбом». В 2001 году название премии поменялось на «Лучший вокальный поп-альбом». Во время 52-й церемонии «Грэмми» её руководители сообщили, что эта награда вручается певцам, «чьи альбомы содержат не менее 51 % недавно записанных поп-вокальных треков».
Чаще всего эту награду получали американские исполнители (14 раз), 9 раз из Великобритании и 2 раза из Канады. Ниже представлен полный список всех лауреатов и номинантов на эту награду.

## Лауреаты
| Год  | Исполнитель         | Страна         | Альбом                                   | Номинанты | Фото                       | Прим.  |
| ---- | ------------------- | -------------- | ---------------------------------------- | --- | -------------------------- | ------ |
| 1968 | The Beatles         | Великобритания | Sgt. Pepper’s Lonely Hearts Club Band    | - The Association — Insight Out | The Beatles (1964)         | [ 4 ]  |
| 1995 | Бонни Рэйтт         | США            | Longing in Their Hearts                  | - Seal — Seal | Бонни Рэйтт (2005)         | [ 5 ]  |
| 1996 | Джони Митчелл       | Канада         | Turbulent Indigo                         | - Мадонна — Bedtime Stories | Джони Митчелл (2004)       | [ 6 ]  |
| 1997 | Селин Дион          | Канада         | Falling into You                         | - Стинг — Mercury Falling | Селин Дион (2008)          | [ 7 ]  |
| 1998 | Джеймс Тейлор       | США            | Hourglass                                | - Сара Маклахлан — Surfacing | Джеймс Тейлор (1999)       | [ 8 ]  |
| 1999 | Мадонна             | США            | Ray of Light                             | - Brian Setzer Orchestra — The Dirty Boogie | Мадонна (2006)             | [ 9 ]  |
| 2000 | Стинг               | Великобритания | Brand New Day                            | - Сара Маклахлан — Mirrorball | Стинг (2007)               | [ 10 ] |
| 2001 | Steely Dan          | США            | Two Against Nature                       | - Бритни Спирс — Oops!... I Did It Again | Steely Dan (2007)          | [ 11 ] |
| 2002 | Sade                | Великобритания | Lovers Rock                              | - ’N Sync — Celebrity | Sade Adu and Band (2011)   | [ 12 ] |
| 2003 | Нора Джонс          | США            | Come Away with Me                        | - Бритни Спирс — Britney | Нора Джонс (2007)          | [ 13 ] |
| 2004 | Джастин Тимберлейк  | США            | Justified                                | - Майкл Макдоналд — Motown | Джастин Тимберлейк (2007)  | [ 14 ] |
| 2005 | Рэй Чарльз          | США            | Genius Loves Company                     | - Брайан Уилсон — Smile | Рэй Чарльз (2003)          | [ 15 ] |
| 2006 | Келли Кларксон      | США            | Breakaway                                | - Гвен Стефани — Love. Angel. Music. Baby. | Келли Кларксон (2009)      | [ 16 ] |
| 2007 | Джон Мейер          | США            | Continuum                                | - Джастин Тимберлейк — FutureSex/LoveSounds | Джон Мейер (2007)          | [ 17 ] |
| 2008 | Эми Уайнхаус        | Великобритания | Back to Black                            | - Пол Маккартни — Memory Almost Full | Эми Уайнхаус (2007)        | [ 18 ] |
| 2009 | Даффи               | Великобритания | Rockferry                                | - Джеймс Тейлор — Covers | Даффи (2009)               | [ 19 ] |
| 2010 | The Black Eyed Peas | США            | The E.N.D.                               | - Pink — Funhouse | The Black Eyed Peas (2009) | [ 20 ] |
| 2011 | Леди Гага           | США            | The Fame Monster                         | - Кэти Перри — Teenage Dream | Леди Гага (2010)           | [ 21 ] |
| 2012 | Адель               | Великобритания | 21                                       | - Рианна — Loud | Адель (2009)               | [ 22 ] |
| 2013 | Келли Кларксон      | США            | Stronger                                 | - Pink — The Truth About Love | Келли Кларксон             | .      |
| 2014 | Бруно Марс          | США            | Unorthodox Jukebox                       | - Джастин Тимберлейк — The 20/20 Experience: 2 of 2 | Бруно Марс                 | [ 24 ] |
| 2015 | Сэм Смит            | Великобритания | In the Lonely Hour                       | - Кэти Перри — Prism | Сэм Смит                   | [ 25 ] |
| 2016 | Тейлор Свифт        | США            | 1989                                     | - Джеймс Тейлор — Before This World | Тейлор Свифт               | [ 26 ] |
| 2017 | Адель               | Великобритания | 25                                       | - Джастин Бибер — Purpose - Ариана Гранде — Dangerous Woman - Деми Ловато — Confident - Сия — This Is Acting                                                                   | Адель                      | [ 27 ] |
| 2018 | Эд Ширан            | Великобритания | ÷ (Divide)                               | - Coldplay — Kaleidoscope EP - Imagine Dragons — Evolve - Кеша — Rainbow - Леди Гага — Joanne - Лана Дель Рей — Lust for Life                                                  | Эд Ширан                   | [ 28 ] |
| 2019 | Ариана Гранде       | США            | Sweetener                                | - Камила Кабельо — Camila - Келли Кларксон — Meaning of Life - Шон Мендес — Shawn Mendes - Пинк — Beautiful Trauma - Тейлор Свифт — Reputation                                 | Ариана Гранде              | [ 29 ] |
| 2020 | Билли Айлиш         | США            | When We All Fall Asleep, Where Do We Go? | - Бейонсе — The Lion King: The Gift - Ариана Гранде — Thank U, Next - Эд Ширан — No.6 Collaborations Project - Тейлор Свифт — Lover                                            | Билли Айлиш                | [ 29 ] |
| 2021 | Дуа Липа            | Великобритания | Future Nostalgia                         | - Джастин Бибер — Changes - Леди Гага — Chromatica - Гарри Стайлз — Fine Line - Тейлор Свифт — Folklore                                                                        | Дуа Липа                   | [ 30 ] |
| 2022 | Оливия Родриго      | США            | Sour                                     | - Джастин Бибер — Justice - Doja Cat — Planet Her - Билли Айлиш — Happier Than Ever - Ариана Гранде — Positions                                                                | Оливия Родриго             | [ 31 ] |
| 2023 | Гарри Стайлз        | Великобритания | Harry’s House                            | - ABBA — Voyage - Адель — 30 - Coldplay — Music of the Spheres - Лиззо — Special                                                                                               | Гарри Стайлз               | [ 32 ] |
| 2024 | Тейлор Свифт        | США            | Midnights                                | - Келли Кларсон — Chemistry - Майли Сайрус — Endless Summer Vacation - Оливия Родриго — Guts - Эд Ширан — −                                                                    | Тейлор Свифт               | [ 33 ] |
| 2025 | Сабрина Карпентер   | США            | Short n’ Sweet                           | - Билли Айлиш — Hit Me Hard and Soft - Ариана Гранде — Eternal Sunshine - Чаппелл Рон — The Rise and Fall of a Midwest Princess - Тейлор Свифт — The Tortured Poets Department | Сабрина Карпентер          | [ 34 ] |